# Belgique au Concours Eurovision de la chanson 2010
 (signalé en juin 2025).
Si vous disposez d'ouvrages ou d'articles de référence ou si vous connaissez des sites web de qualité traitant du thème abordé ici, merci de compléter l'article en donnant les références utiles à sa vérifiabilité et en les liant à la section « Notes et références ».
- Archive Wikiwix
- Bing
- Cairn
- DuckDuckGo
- E. Universalis
- Gallica
- Google
- G. Books
- G. News
- G. Scholar
- Persée
- Qwant
- (zh) Baidu
- (ru) Yandex
- (wd) trouver des œuvres sur Wikidata

La Belgique a participé au Concours Eurovision de la chanson 2010, la télévision flamande Vlaamse Radio- en Televisieomroep (VRT) étant chargée de sélectionner la 52e chanson belge participante. 
Tom Dice est l'interprète choisi pour cette chanson. Il est passé par une première demi-finale, le 25 mai où il a obtenu 167 points. Lors de la finale, il s'est classé à la sixième place de la compétition, avec 143 points.